# نایجل هیورز
نایجل هِیوِرز (انگلیسی: Nigel Havers؛ زادهٔ ۶ نوامبر ۱۹۵۱) یک هنرپیشه تئاتر، سینما و تلویزیون اهل بریتانیا است. وی از سال ۱۹۷۲ میلادی تاکنون مشغول فعالیت بوده‌است.

## گزیدهٔ آثار

### سینما
- پنلوپه (۲۰۰۶)
- زندگی و مرگ پیتر سلرز (۲۰۰۴)
- امپراتوری خورشید (۱۹۸۷)
- گذرگاهی به هند (۱۹۸۴)
- ارابه‌های آتش (۱۹۸۱)

### تلویزیون
- فکر می‌کنی کی هستی؟ (۲۰۱۳)
- دانتون ابی (۲۰۱۱)
- ماجراهای سارا جین (۲۰۰۹)
- خرده‌پولی از بهشت (۱۹۷۸)
- نیکلاس نیکلبی (۱۹۷۷)
- دادگاه جزا (۱۹۷۵-۱۹۷۳)